# Пушкіно (Новокузнецький район)
Пу́шкіно (рос. Пушкино) — селище у складі Новокузнецького району Кемеровської області, Росія. Входить до складу Сосновського сільського поселення.
Стара назва — Пушкінський.

## Населення
Населення — 203 особи (2010; 182 у 2002).
Національний склад (станом на 2002 рік):
- росіяни — 96 %